# جورج دبليو. موريسون
جورج دبليو. موريسون (بالإنجليزية: George W. Morrison)‏ هو محامي وسياسي أمريكي، ولد في 16 أكتوبر 1809 في الولايات المتحدة، وتوفي في 21 ديسمبر 1888 في نفس البلد. حزبياً، نشط في الحزب الديمقراطي. وقد انتخب عضو مجلس النواب الأمريكي.